# خود دیگر

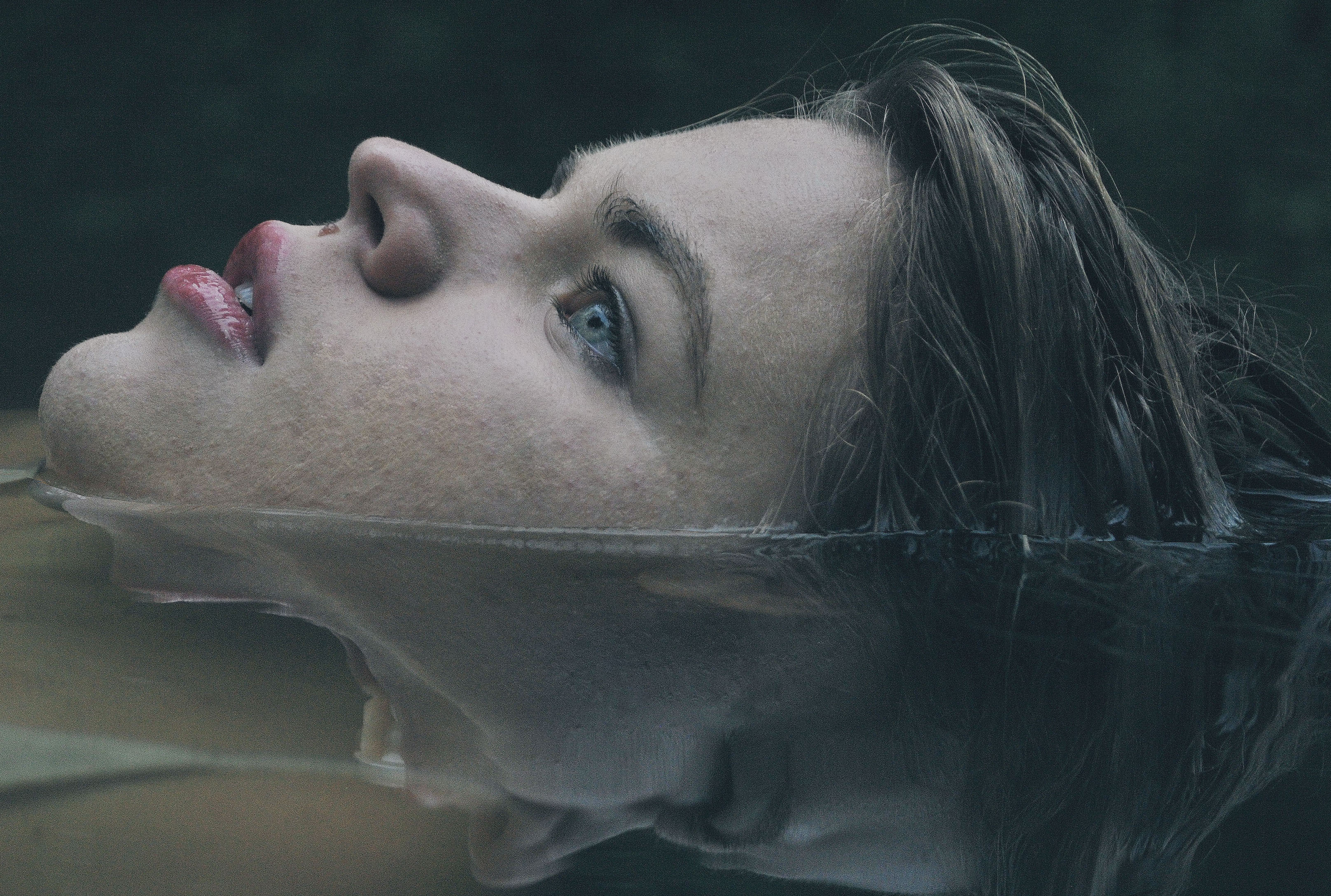
دگرمن

خود دیگر، دگرمن، یار غار، همزاد، خود اسطوره‌ای یا خود فانتزی (به لاتین: Alter ego) به خود دومی گفته می‌شود که از شخصیت اصلی فرد متمایز باشد. در این حالت، تجربه فرد در هر دو حالت خود مشابه است.
در افراد مبتلا به اختلال تجزیه هویت، معمولاً خودهای دیگر از دسترسی به حافظه و خاطرات یکدیگر ناتوان هستند اما ممکن است بتوانند توانایی‌ها و تجربه‌های یکدیگر را به‌کار بگیرند.
افراد دارای خود دیگر در دوران کودکی، در صورت عدم درمان ممکن است وضعیت‌شان در بزرگسالی تشدید شود. چنین افرادی، واقعیت خود را با ایجاد رابطه با افرادی که دارای ارزشها، علائق و اعتقادات مشترک هستند برای خود ثابت می‌کنند.
مفهوم خودشناسی برای افرادی که خود دیگر دارند نه‌تنها بر شناخت خود درونی و اصلی، بلکه بر شناخت خود دیگر نیز استوار است.